# Österreichische Fußball-Frauenmeisterschaft 1990/91
Die österreichische Fußball-Frauenmeisterschaft wurde 1990/91 zum 19. Mal nach der 35-jährigen Pause zwischen 1938 und 1972 ausgetragen. Die höchste Spielklasse ist die Frauen-Bundesliga und wurde vom Österreichischen Fußballbund zum 9. Mal durchgeführt. Die zweithöchste Spielklasse, in dieser Saison die 12. Auflage, war die Frauenliga Ost, die zum 9. Mal vom Wiener Fußball-Verband veranstaltet wurde.
Österreichischer Fußballmeister wurde zum zweiten Mal Union Kleinmünchen. Der Meister der zweithöchsten Spielklasse wurde in der Frauenliga Ost der DFC Heidenreichstein.

## Erste Leistungsstufe – Frauen-Bundesliga

### Modus
Jeder spielte gegen jeden zweimal in insgesamt 18 Runden. Ein Sieg wurde mit zwei Punkten belohnt, ein Unentschieden mit einem Zähler.

### Saisonverlauf
Die Liga setzte sich gegenüber dem Vorjahr, in dem zwölf Vereine teilnahmen, aus zehn Teams zusammen, wobei der ESV Stadlau/Kaisermühlen während des Bewerbs ausschied und somit im Endeffekt nur neun Mannschaften um den Meistertitel spielten. Weiters war heuer der DFC Heidenreichstein sowie der LUV Graz nicht dabei.

### Abschlusstabelle
Die Meisterschaft endete mit folgendem Ergebnis:
| Pl.                                                | Verein                      | Sp. | S  | U | N  | Tore    | Diff. | Punkte |
| -------------------------------------------------- | --------------------------- | --- | -- | - | -- | ------- | ----- | ------ |
| 1.                                                 | Union Kleinmünchen (M)      | 16  | 12 | 2 | 2  | 083:130 | +70   | 26     |
| 2.                                                 | DFC Ostbahn XI B1           | 16  | 11 | 4 | 1  | 057:140 | +43   | 26     |
| 3.                                                 | SC Brunn am Gebirge B2 (C)  | 16  | 12 | 2 | 2  | 054:140 | +40   | 26     |
| 4.                                                 | USC Landhaus                | 16  | 10 | 3 | 3  | 057:130 | +44   | 23     |
| 5.                                                 | First Vienna FC 1894        | 16  | 6  | 3 | 7  | 031:390 | −8    | 15     |
| 6.                                                 | 1. DFC Leoben               | 16  | 6  | 2 | 8  | 030:300 | ±0    | 14     |
| 7.                                                 | SV Wienerfeld               | 16  | 3  | 0 | 13 | 010:970 | −87   | 06     |
| 8.                                                 | ASV Austria Vösendorf B3    | 16  | 2  | 0 | 14 | 020:600 | −40   | 04     |
| 9.                                                 | SC Neunkirchen              | 16  | 2  | 0 | 14 | 014:760 | −62   | 04     |
| 10.                                                | ESV Stadlau/Kaisermühlen B4 | 0   | 0  | 0 | 0  | 000:000 | ±0    | 0      |
| Stand: Endstand. Quelle: NOeFV, Union Kleinmünchen |                             |     |    |   |    |         |       |        |

| (M) | Österreichischer Fußball-Frauenmeister 1989/90 |
| (C) | ÖFB-Ladies-Cup-Sieger 1989/90                  |

Aufsteiger
- Frauenliga Ost: DFC Heidenreichstein

## Zweite Leistungsstufe – Frauenliga Ost

### Modus
Jeder spielte gegen jeden zweimal in insgesamt zehn Runden. Ein Sieg wurde mit zwei Punkten belohnt, ein Unentschieden mit einem Zähler.

### Saisonverlauf
Die Liga setzte sich wie im Vorjahr aus sechs Klubs zusammen. Anstelle vom SC-ESV Parndorf, FC Großrußbach und die B-Elf vom SV Wienerfeld spielten heuer der DFC Heidenreichstein, DFC Obersdorf und die B-Mannschaft vom DFC Ostbahn XI mit. Meister wurde in dieser Saison der DFC Heidenreichstein, der somit berechtigt ist nächste Saison in der höchsten Spielklasse zu spielen.

### Abschlusstabelle
Die Meisterschaft endete mit folgendem Ergebnis:
| Pl.                            | Verein                    | Sp. | S | U | N  | Tore    | Diff. | Punkte |
| ------------------------------ | ------------------------- | --- | - | - | -- | ------- | ----- | ------ |
| 1.                             | DFC Heidenreichstein (A)  | 10  | 8 | 1 | 1  | 063:600 | +57   | 17     |
| 2.                             | DFC Obersdorf (N)         | 10  | 6 | 1 | 3  | 026:190 | +7    | 13     |
| 3.                             | USC Landhaus II           | 10  | 5 | 2 | 3  | 030:160 | +14   | 12     |
| 4.                             | Austria XIII              | 10  | 3 | 3 | 4  | 019:180 | +1    | 09     |
| 5.                             | DFC Laimbach              | 10  | 3 | 3 | 4  | 027:320 | −5    | 09     |
| 6.                             | DFC Ostbahn XI II DO1 (N) | 10  | 0 | 0 | 10 | 004:780 | −74   | 0      |
| Stand: Endstand. Quelle: NOeFV |                           |     |   |   |    |         |       |        |

| (A) | Absteiger der Saison 1989/90     |
| (N) | Neueinsteiger der Saison 1989/90 |

Aufsteiger
- Niederösterreich: ATSV Deutsch-Wagram
- Wien: keiner

## Meisterschaften in den Bundesländern

### Damenliga Oberösterreich

#### Modus
Die Liga bestand aus sieben Vereinen, die in 2 Durchgängen, eine Hin- und eine Rückrunde, gegeneinander spielten. So wurden in 12 Runden der Meister der Oberösterreichischen Damenliga ermittelt.

#### Saisonverlauf
Die Liga setzte sich gegenüber dem Vorjahr, in dem acht Vereine teilnahmen, aus sieben Klubs zusammen, denn die Union Ansfelden war nicht dabei. Meister wurde in dieser Saison die 2. Damenmannschaft des Union Kleinmünchen, die jedoch nicht berechtigt ist nächste Saison in der höchsten Spielklasse zu spielen. Union Engelhartszell und SK Eintracht Wels lösten ihre Damenmannschaft am Saisonende auf.

#### Abschlusstabelle
Die Meisterschaft endete mit folgendem Ergebnis:
| Pl.                          | Verein                | Sp. | S  | U | N | Tore    | Diff. | Punkte |
| ---------------------------- | --------------------- | --- | -- | - | - | ------- | ----- | ------ |
| 1.                           | Union Kleinmünchen II | 12  | 10 | 2 | 0 | 048:110 | +37   | 22     |
| 2.                           | Union St. Roman       | 12  | 9  | 0 | 3 | 037:130 | +24   | 18     |
| 3.                           | ATSV Sattledt         | 12  | 6  | 3 | 3 | 023:160 | +7    | 15     |
| 4.                           | SK Eintracht Wels     | 12  | 4  | 3 | 5 | 028:250 | +3    | 11     |
| 5.                           | Union St. Agatha      | 12  | 2  | 4 | 6 | 023:370 | −14   | 08     |
| 6.                           | Union Engelhartszell  | 12  | 2  | 1 | 9 | 015:360 | −21   | 05     |
| 7.                           | SV Gramastetten       | 12  | 2  | 1 | 9 | 007:430 | −36   | 05     |
| Stand: Endstand. Quelle: OFV |                       |     |    |   |   |         |       |        |

Aufsteiger
- SV Chemie Linz